# موزه هنر ناکسویل

موزه هنر ناکسویل (KMA)، یک موزه هنری در ناکسویل، تنسی است. این موزه در زمینه آثار هنری تاریخی و معاصر از منطقه شرق تنسی تخصص دارد. طبق بیانیه مأموریت خود، موزه «هنر و هنرمندان تنسی شرقی را جشن می‌گیرد، هنر جدید و ایده‌های جدید را ارائه می‌کند، به جامعه‌ای متنوع آموزش می‌دهد و به آنها خدمت می‌کند، کیفیت زندگی ناکسویل را ارتقا می‌دهد و به‌عنوان یک اعتماد عمومی اخلاقی، مسئولانه و شفاف عمل می‌کند.»

## تاریخچه
این موزه در سال ۱۹۶۱ به عنوان گالری هنر دولین افتتاح شد که در خانه اچ.ال. دولین در کینگستون پایک قرار داشت. خانه دولین در سال ۱۹۱۵ توسط معمار برجسته جان راسل پوپ به سبک احیای معماری نئوکلاسیک طراحی شد. با این حال، خانه فضای محدودی داشت و فقدان امنیت و کنترل آب و هوا مانع از تأیید اعتبار موزه توسط اتحاد موزه‌های آمریکا شد. در سال ۱۹۸۴، هیئت امنا به ساخت یک مرکز جدید در محل نمایشگاه جهانی ۱۹۸۲ در مرکز شهر ناکسویل رأی داد. این نام در سال ۱۹۸۷ به «موزه هنر ناکسویل» تغییر یافت. تأسیسات جدید ۵۳۲۰۰ فوت مربعی (۴۹۴۰ متر مربع) که توسط معمار برجسته ادوارد بارنز طراحی شده بود، در ۲۵ مارس ۱۹۹۰ افتتاح گردید.

## ساختمان
ساختمان مدرن طراحی شده توسط ادوارد لارابی بارنز به افتخار جیم کلیتون، بزرگ‌ترین شرکت کننده در ساخت آن نامگذاری شده‌است. نمای بیرونی ساختمان چهار طبقه فولادی و بتنی با سنگ مرمر صورتی تنسی که به صورت محلی استخراج شده‌است پوشانده شده‌است. این موزه شامل پنج گالری و دو باغ بزرگ در فضای باز است. در سال‌های ۲۰۱۳ و ۲۰۱۴، با هزینه ای نزدیک به ۶ میلیون دلار تحت یک بازسازی و نوسازی جامع قرار گرفت. روکش سنگ مرمر تنسی ساختمان تمیز و نوسازی شد و میدان ورودی و تراس طبقه سوم با گرانیت صورتی و خاکستری ورمونت بازسازی شد. باغ شمال نیز بازطراحی و درختان و بوته‌های بومی کاشته شد.

## مجموعه
در سال‌های اولیه، موزه بیشتر بر نمایشگاه‌های مسافرتی جاه‌طلبانه متمرکز بود. مجموعه و برنامه‌نویسی آن از آن زمان به‌طور فزاینده‌ای بر فرهنگ آپالاشیا جنوبی و هنرمندان منطقه تنسی شرقی متمرکز شده‌است. Higher Ground: یک قرن از هنرهای تجسمی در شرق تنسی نمایشگاهی دائمی است که آثار هنرمندان برجسته بومی مانند لوید برانسون، کاترین ویلی، جوزف دیلینی، بوفورد دیلینی، و بسی هاروی و همچنین هنرمندان بزرگ خارج از کشور را برجسته می‌کند. منطقه ای که کارهای قابل توجهی مانند انسل آدامز و الیوت پورتر در منطقه ناکسویل تولید کرد.
نمایشگاه دائمی دیگر، جریان‌ها: هنرهای اخیر از شرق تنسی و فراتر از آن، بخشی از تلاش موزه برای معرفی هنر و ایده‌های جدید است. آثاری از طیف وسیعی از هنرمندان، از جمله گوردون چونگ، آوری گرشت، دامادهای قرمز، وید گایتون، رابرت لونگو، لورتا لوکس، ویلیام موریس، اولف پودر، هیراکی ساوا، کنت اسنلسون، رابرت استک هاوس، و آن ویلسون را به نمایش می‌گذارد. نمایشگاه دائمی جدید شیشه‌های استودیویی مدرن و معاصر، با آثار مهم هاروی لیتلتون، کارن لامونته، اندرو اردوس و ویلیام موریس، منطقه‌ای را که در حال رشد است، برجسته می‌کند. در بهار ۲۰۱۴، موزه از یک چیدمان شیشه ای دائمی ریچارد جولی، چرخه زندگی: درون قدرت رؤیاها و شگفتی بی‌نهایت، رونمایی کرد که بزرگ‌ترین نصب شیشه ای فیگولار در جهان است.
این موزه مجموعه ای از نه اتاق مینیاتوری تورن دارد. اتاق‌ها مینیاتورهای قابل توجهی هستند که توسط نارسیسا نیبلک تورن در دهه‌های ۱۹۳۰ و ۱۹۴۰ طراحی شده‌اند. بزرگ‌ترین مجموعه اتاق‌های مینیاتوری تورن در مؤسسه هنر شیکاگو واقع شده‌است.

## نمایشگاه‌ها
موزه تأسیسات دائمی اصلی خود را با برنامه ای پر جنب و جوش از نمایشگاه‌های موقت تکمیل می‌کند که جنبه‌های فرهنگ منطقه ای و ارتباط آن با پیشرفت‌های هنری ملی و بین‌المللی را بررسی می‌کند. تا به حال نمایشگاه‌های انفرادی هنرمندان معاصری مانند آن ویلسون، جون کانکو، کاندیدا هوفر، مایا لین، جیم کمپبل، آنتون ویدوکل، یوهانا بیلینگ، اوا زیزل، چاک کلوز و آی وی وی به نمایش گذاشته شده‌است.
این موزه همچنین علاقه مداوم به ایجاد اولین نمایش‌های موزه انفرادی برای هنرمندان جدید آینده، هم از منطقه و هم از مناطق دورتر دارد. KMA نمایشگاه‌های انفرادی از آثار هنرمندانی مانند لیز کالینز، تام ون تران، الیور پین و نیک رلف، کلر روجاس، سارا هابز، مایکل رادکر، تیموتی هورن، سئونا هانگ و توموری دوج را برگزار کرده‌است. موزه سه شنبه تا شنبه از ساعت ۱۰ صبح تا ۵ بعد از ظهر باز است و یکشنبه‌ها از ساعت ۱ صبح تا ۵ بعد از ظهر به جز دوشنبه باز است.

## عمومی
KMA تمرکز آموزشی دارد. برنامه‌نویسی شامل: تورهای موزه، کارگاه‌ها، اقامتگاه‌های هنرمندان، برنامه‌های اطلاع‌رسانی، سخنرانی‌ها، کنسرت‌ها، برنامه‌های کلاس درس و فعالیت‌های خانوادگی است. بازدید سالانه از موزه‌ها، رویدادهای ویژه، کنسرت‌ها و برنامه‌های دیگر به بیش از ۶۰۰۰۰ نفر می‌رسد. بودجه عملیاتی سالانه ۱٫۷ میلیون دلاری آن از طریق اهداکنندگان فردی و شرکتی، عضویت در موزه، درآمد اجاره، کمک‌های مالی محلی، ایالتی و فدرال، موقوفات، و رویدادهای جمع‌آوری کمک‌های مالی سالانه تأمین می‌شود. KMA در سال ۱۹۹۶ توسط اتحاد موزه‌های آمریکا تأیید و در سال ۲۰۰۵ مجدداً تأیید شد.

## نگارخانه

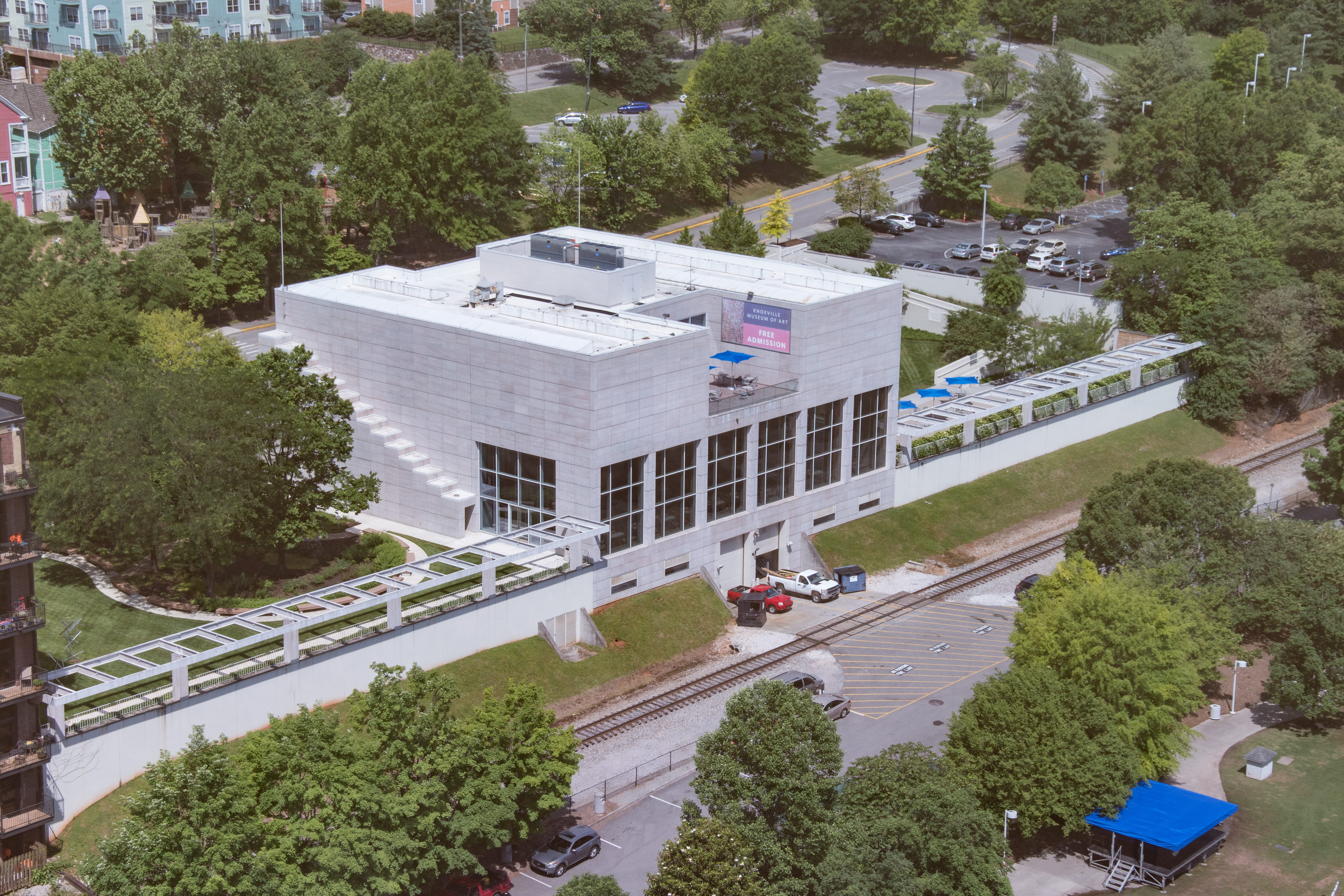
نمای شرقی و محوطه
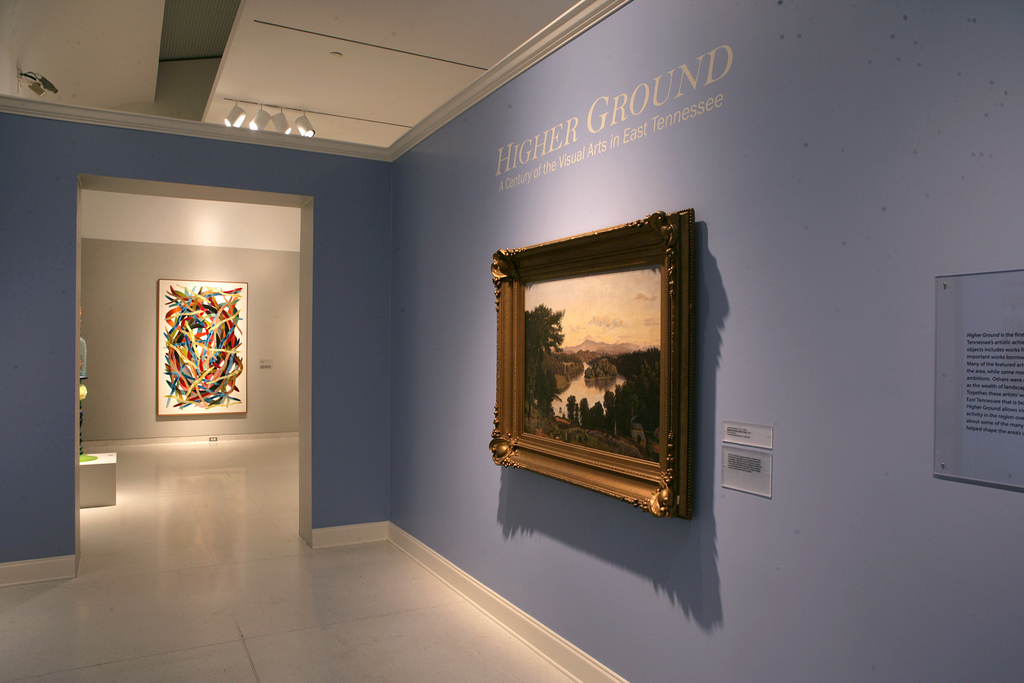
فضای گالری
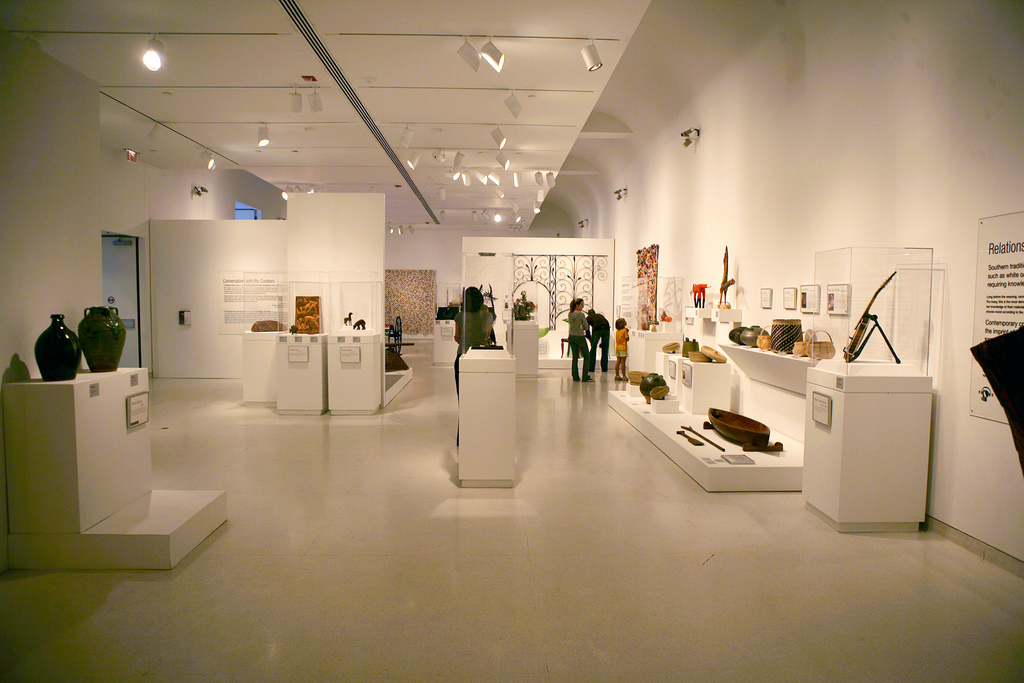
فضای گالری